# 沙捞真藓
沙捞真藓（学名：Bryum salakense）为真藓科真藓属下的一个种。

## 扩展阅读
- 維基物種上的相關：沙捞真藓